# Министр иностранных дел Сьерра-Леоне
Министр иностранных дел и международной кооперации Сьерра-Леоне (англ. Minister of Foreign Affairs and International Cooperation of Sierra Leone) — министерский пост правительстве Сьерра-Леоне, который занимается иностранными делами Сьерра-Леоне. Пост учреждён в 1961 году, после получения страной независимости.

## Министры иностранных дел Сьерра-Леоне
- Джон Карефа-Смарт (27 апреля 1961 — 1 мая 1964);
- Сирил Б. Роджерс-Райт (28 ноября 1964 — 23 ноября 1965);
- Мейгор Каллон (23 ноября 1965 — 27 марта 1967);
- Лесли Уильям Лей (27 марта 1967 — 26 апреля 1968);
- Люсени А. М. Брива (26 апреля 1968 — 11 апреля 1969);
- Сирил Патрик Форэй (11 апреля 1969 — 21 апреля 1971);
- Соломон Пратт (14 мая 1971 — 19 мая 1973);
- Десмонд Люк (19 мая 1973 — 1 июня 1975);
- Гарри Т. Т. Уильямс (21 марта — 1 июня 1975);[1]
- Фрэнсис Мишек Мина (1 июня 1975 — 13 мая 1977);
- Абдулай Осман Конте (13 мая 1977 — 15 августа 1978);
- Абдул Карим Корома (1 сентября 1978 — 5 сентября 1984);
- Шека Хассан Кану (5 сентября 1984 — 13 июля 1985);
- Абдул Карим Корома (13 июля 1985 — 23 ноября 1991);
- Ахмед Рамадан Думбуя (23 ноября 1991 — 30 апреля 1992);
- Мухамед Ламин Камара (1 декабря 1992 — 5 июля 1993);
- Карефа Каргбо (5 июля 1993 — 4 сентября 1994);
- Абасс Бунду (11 сентября 1994 — 18 июля 1995);
- Алюсини Фофана (18 июля 1995 — 19 января 1996);
- Луисин Чалуба (19 января — 29 марта 1996);
- Мейгор Каллон (29 марта — 22 ноября 1996);
- Ширли Йема Гбуджама (22 ноября 1996 — 25 мая 1997);
- Паоло Бангура (8 июля 1997 — 12 февраля 1998);
- Сама Баня (20 марта 1998 — 2 марта 2001);
- Ахмед Рамадан Думбуя (3 марта 2001 — 14 мая 2002);
- Момоду Корома (14 мая 2002 — 8 октября 2007);
- Зайнаб Бангура (23 октября 2007 — 3 декабря 2010);
- Джозеф Бандабла Дауда (3 декабря 2010 — 2012);
- Самура Камара (2012 — 2017);
- Мара Кайфала (2017 — 2018);
- Алие Кабба (2018 — 2019);
- Набила Тунис (2019 — н. в.).